# ولونس
ولونس (به فرانسوی: Vellevans) یک کمون در فرانسه است که در Canton of Clerval واقع شده‌است.

## خصوصیات
ولونس ۱۳٫۵۴ کیلومترمربع مساحت و ۱۹۲ نفر جمعیت دارد.